# Мысли об истинной оценке живых сил
Мысли об истинной оценке живых сил (нем.: «Gedanken von der wahren Schätzung der lebendigen Kräfte») — первая опубликованная работа Иммануила Канта.
Написанная в 1744-46 и опубликованная в 1749 году, она отражала позицию Канта как метафизического дуалиста того времени. В ней он выступает против точки зрения vis motrix («движущая сила»), поддерживаемой Вольфом и другими пост-лейбницевскими немецкими рационалистами, которые предполагали, что тела не имеют существенной силы и утверждал, что вместо этого существование существенной силы может быть доказано метафизическими аргументами. Кант критиковал последователей Лейбница за то, что они «не смотрели дальше, чем учат чувства», и оставался близким к исходной точке зрения Лейбница vis activa («активная сила»; также известная как vis viva, «живая сила»).